# 조사리 (배우)
조사리(曹査里, 1950년 3월 24일 ~ )은 홍콩 출신의 영화 배우이자 영화 제작자이다.

## 영화 출연작
- 폴리스스토리 (1984년)
- 폴리스스토리2 (1988년)